# Подпера, Йозеф
Йозеф Подпера (чеш. Josef Podpěra, 7 ноября 1878 — 8 января 1954) — чешский (чехословацкий) ботаник, профессор ботаники.  

## Биография
Йозеф Подпера родился 7 ноября 1878 года.  
Он был профессором ботаники на Факультете естественных наук, Масариков университет, Брно, а также был основателем ботанического сада и организатором ботанических исследований в Моравии.
В 1909 году Подпера был назначен куратором Моравского музея в Брно. В 1912 году он стал директором отдела ботаники в коллекции музея.
Йозеф Подпера умер в Брно 8 января 1954 года.  

## Научная деятельность
Йозеф Подпера специализировался на Папоротниковидных, Мохообразных и на семенных растениях.